# Троа Ривиер (Гваделупа)
Троа Ривиер (на френски: Trois-Rivières) е град в Гваделупа, отвъдморски регион на Франция. Населението му е около 8 300 души (2015).
Разположен е в югозападната част на остров Гваделупа на брега на Карибско море, на 9 километра източно от центъра на столицата Бас Тер. Селището е основано през 1640 година от френски колонисти и дълго време е предпочитано място за живеене на островната аристокрация. През XIX век основна стопанска дейност е производството на захарна тръстика, а в наши дни – на банани. Градът е един от центровете на агломерацията на Бас Тер, която има население над 53 хиляди души и включва още Байиф, Бас Тер, Вийо Абитан, Гурбер и Сен Клод.

## Известни личности
Родени в Троа Ривиер
- Жак Франсоа Дюгомие (1738 – 1794), офицер